# RAW Greatest Hits: The Music
Raw Greatest Hits: The Music é uma coletânea lançada pela WWE em Dezembro de 2007.

## Faixas
| Faixa                            | Sujeito        | Duração |
| -------------------------------- | -------------- | ------- |
| 1. "My Time Is Now"              | John Cena      | 2:59    |
| 2. "I Won't Do What You Tell Me" | Steve Austin   | 3:03    |
| 3. "If You Smell"                | The Rock       | 2:55    |
| 4. "The Game"                    | Triple H       | 3:29    |
| 5. "Sexy Boy"                    | Shawn Michaels | 3:21    |
| 6. "Rest In Peace"               | The Undertaker | 3:15    |
| 7. "No Chance In Hell"           | Mr. McMahon    | 2:00    |
| 8. "I Walk Alone"                | Batista        | 4:07    |
| 9. "Line In The Sand"            | Evolution      | 3:40    |
| 10. "Break The Walls Down"       | Chris Jericho  | 2:02    |
| 11. "Wreck"                      | Mick Foley     | 3:02    |
| 12. "Time To Rock & Roll"        | Trish Stratus  | 3:12    |
| 13. "(619)"                      | Rey Mysterio   | 2:51    |
| 14. "Slow Chemical"              | Kane           | 3:41    |
| 15. "Are You Ready"              | D-Generation X | 2:15    |
| 16. "Paparazzi"                  | Melina         | 3:07    |
| 17. "Turn Up The Trouble"        | Mr. Kennedy    | 3:33    |

As últimas duas faixas são um bônus.